# علم انطباعي
العلم الانطباعي ويسمى أيضا علما حصوليا هو مصطلح فلسفي و منطقي يقابل العلم الحضوري ، فالعلم لدى جملة من الفلاسفة المسلمين ينقسم إلى قسمين: حصولي و حضوري  

## التعريف
عرّف الفلاسفة المسلمون العلم الحصولي بأنّه:«انطباع صورة الشيء المعلوم في الذهن» أو «حضور صورة الشيء المعلوم في الذهن» .
أي أنّ الفرد وليحصل له العلم بشيء ما ، لابد لصورة الشيء المراد العلم به أن تحضر أو تنطبع في ذهنه ، ومع عدم حضور الصورة يكون هذا الشيء من المجهولات لدى الفرد الذي يريد أن يعلم ، وبمعنى آخر أن العلم الحصولي ، هو العلم الذي يتحقّق للعالم من خلال حضور صورة الشيء العلمية ، كما هو حال كل العلوم المتعارفة بين النّاس كعلم الإنسان بأنّ واحد مع واحد يساوي اثنان ،وأنّ غليان الماء يحصل عندما تبلغ درجة حرارته المئة درجة ، وعلمه بالتفاحة التي أمامه أو الطاولة ، 